# Argyrodes kratochvili
Argyrodes kratochvili là một loài nhện trong họ Theridiidae.
Loài này thuộc chi Argyrodes. Argyrodes kratochvili được Lodovico di Caporiacco miêu tả năm 1949.